# Chioma Wogu
Success Chioma Wogu, née le 28 janvier 1999, est une footballeuse nigériane, qui a joué notamment pour les Rivers Angels, dans le championnat du Nigeria féminin, pour l'équipe féminine du FK Minsk, club biélorusse, et pour le Yanga Princess Sports Club, club féminin de football tanzanien de Dar es Salam. C'est la section féminine du Young Africans SC.
. Elle a joué également dans l'équipe du Nigeria féminine. Elle participe notamment en 2016 à la phase finale de la Coupe d'Afrique des nations féminine, en étant âgée de seulement 17 ans.

## Biographie
Elle termine meilleure buteuse (six buts) avec le club des Confluence Queens (club de Lokoja) dans le championnat du Nigeria féminin, pour sa première saison dans cette compétition, en 2014. Quelques années plus tard, en 2017, lors d'un match de première division féminine entre les Rivers Angels (devenu son club entre-temps, à Port Harcourt), et les Heartland Queens, elle marque le but qui permet aux Angels de conserver la première place. Après avoir montré une belle forme à domicile, elle rate des occasions sur plusieurs matchs, ce qui met fin à la série de dix victoires à domicile des Rivers Angels.
Bien qu'elle participe aux matches de qualification du Nigeria pour le championnat d'Afrique 2014, elle n'est pas retenu par le sélectionneur national, Edwin Okon, dans la liste des joueuses qui disputeront la phase finale. Cependant, lors de l'édition 2016, elle est de nouveau appelée par ce sélectionneur, également entraîneur des Rivers Angels, en équipe nationale, mais n'est pas retenue au sein de l'équipe nationale pour la Coupe du monde 2019 organisée en France.